# Donald Johanson
Donald Carl Johanson (Chicago, 28 de junio de 1943) es un paleoantropólogo estadounidense, conocido por su descubrimiento de una hembra de homínido de más de 3 millones de años de antigüedad, actualmente considerada una especie de Australopithecus, en el tríángulo de Afar (Etiopía) durante una misión antropológica subvencionada parcialmente por el Museo de Historia Natural de Cleveland, del que era responsable. El esqueleto fue encontrado el 24 de noviembre de 1974 y fue llamado Lucy. Los restos fósiles estaban considerablemente completos, con un gran número de huesos conservados.
Johanson fundó en 1981 el Instituto de los Orígenes Humanos (Institute of Human Origins) en Berkeley, California. En 1998 Johanson y el Instituto se trasladaron a la Universidad Estatal de Arizona

## Obras editadas en español
- Edey, Maitland A.; Johanson, Donald C. (1990). La cuestión esencial: preguntas y respuestas sobre la evolución. Editorial Planeta. ISBN 978-84-320-4459-5.

- Johanson, Donald C.; Edey, Maitland (1993). El primer antepasado del hombre. Editorial Planeta. ISBN 978-84-320-4457-1.